# П'ятниця Олександр Сергійович
П'ятниця Олександр Сергійович (нар. 14 липня 1985, Дніпропетровськ) — український легкоатлет, метальник списа.

## Біографія
Олександр П'ятниця — вихованець спеціалізованої дитячо-юнацької школи олімпійського резерву № 3, вчиться в Дніпропетровській обласній школі вищої спортивної майстерності, виступає за збройні сили України та фізкультурно-спортивне товариство «Україна».
Перший тренер — Карлов Віктор Анатолійович.
Тренери: Гурневич Микола Васильович.
Метанням списа почав займатися тільки 2006 року. Працював сторожем на стадіоні «Локомотив» у Дніпропетровську і о третій ночі, щоб ніхто не бачив, метав спис.

## Спортивні досягнення
Призер чемпіонату Європи серед молоді, призер Кубку Європи 2010 року, багаторазовий чемпіон та призер чемпіонатів України.
На літніх Олімпійських іграх 2012 в Лондоні посів друге місце з результатом 84,51 м, який виявився на 7 см меншим від результату Кешорна Волкотта з Тринідаду і Тобаго (84,58).
Олександр П'ятниця є рекордсменом України з метання списа.
Міжнародний олімпійський комітет(МОК) позбавив срібної медалі літніх Олімпійських ігор-2012 у Лондоні українського метальника списа Олександра П'ятницю.
Легкоатлет не пройшов повторний аналіз допінг-тесту — у пробах спортсмена було виявлено заборонений препарат дегідрохлорметілтестостерон (турінабол).

### Сезонні найкращі результати за роками
- 2007 — 76,28
- 2008 — 78,54
- 2009 — 81,96
- 2010 — 84,11
- 2011 — 82,61
- 2012 — 86,12
- 2013 — 77,46
- 2014 — 81,10
- 2015 — 81,63

## Державні нагороди
- Орден «За заслуги» III ст. (15 серпня 2012) — за досягнення високих спортивних результатів на ХХХ літніх Олімпійських іграх у Лондоні, виявлені самовідданість та волю до перемоги, піднесення міжнародного авторитету України[4]

## Особисте життя
У 2020 році вступив до Збройних Сил України. Він залишився в армії після російського вторгнення в Україну. У 2022 році як інструктор з фізичної підготовки, а згодом був направлений на зону бойових дій